# کانتاکس

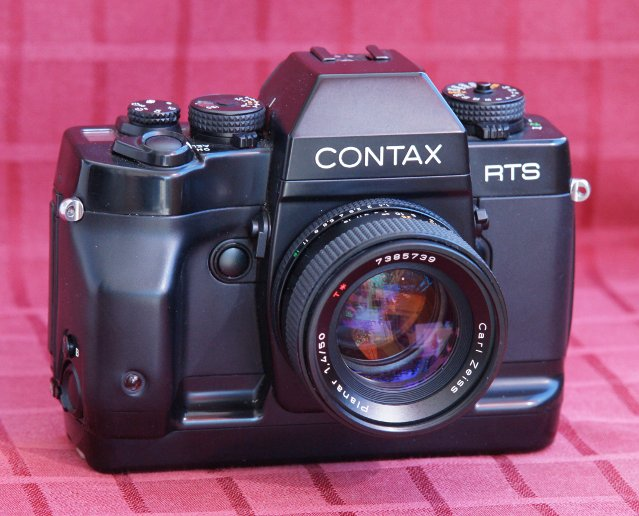
یک کانتاکس RTS

کانتاکس (به انگلیسی:Contax) یکی از تولیدکنندگان مشهور دوربین‌های عکاسی است که در حال حاضر ورشکست شده‌است. این شرکت برای دوربین‌های خود از لنزهای زایس استفاده می‌کرد.

## سری RTS
سیستم‌های RTS این شرکت که مربوط به سرعت واقعی شاتر است شهرت جهانی دارد.

## سری G

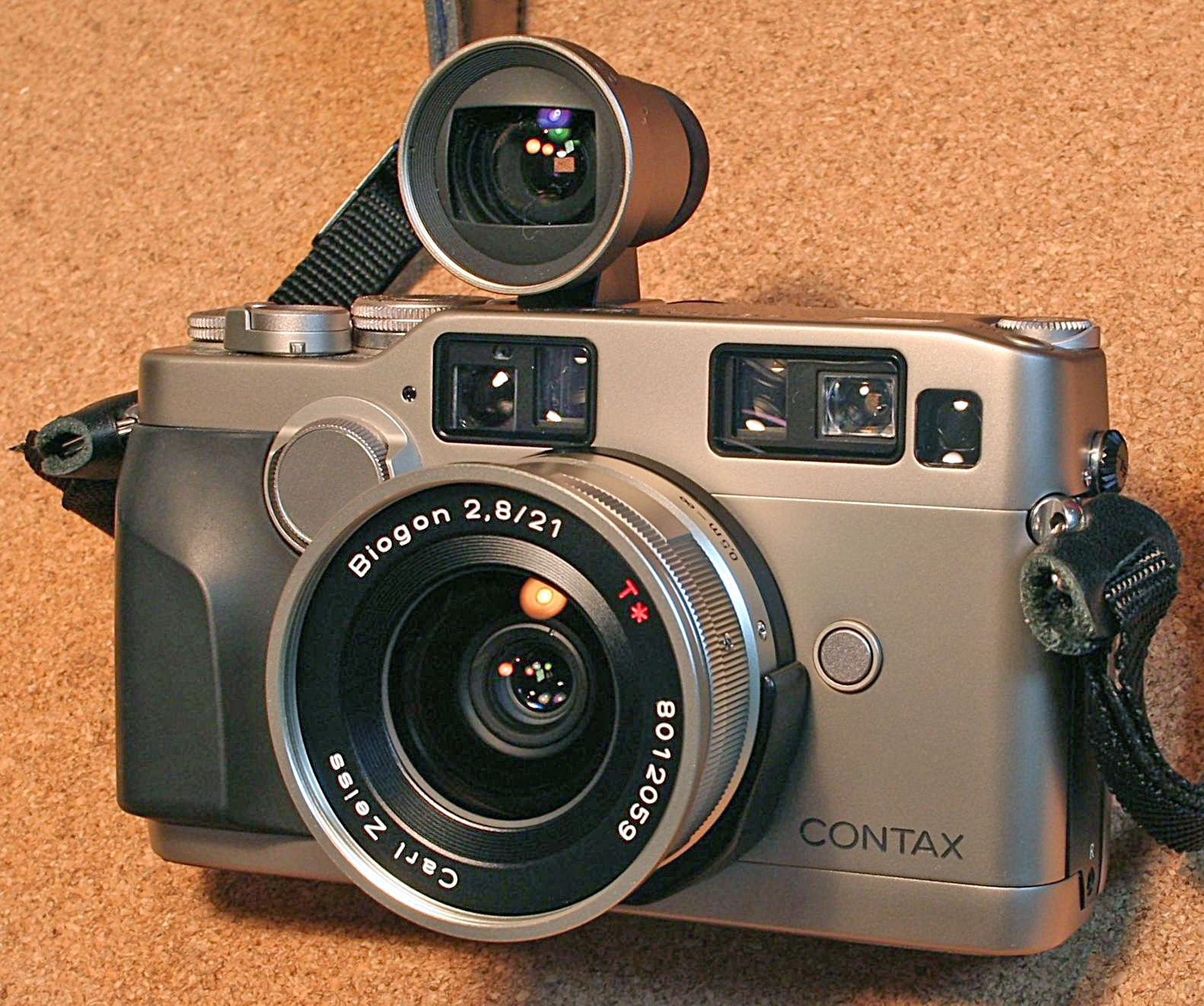
کانتاکس G2

دوربین سری G کانتاکس یکی از منحصربه‌فردترین دوربین‌های رنجفایندر ۳۵ میلی‌متری فوکوس اتوماتیک با قابلیت تعویض لنز است. این دوربین مجهز به نمایاب G1 است که فوق‌العاده روشن و شفاف است. این سیستم باعث تعریف واقعی سیستم فوکوس اتوماتیک در این دوربین است. وجود فاصله‌یاب دوقلو با تعیین هم ترازی الکترونیکی باعث مزیت این سیستم گردیده‌است.
عدم وجود آیینه در سیستم دوربین‌های تک لنزی غیر بازتابی باعث نصب لنزهای سوپر واید غیر رتروفوکال گردیده به همین سبب و بخاطر نبود عدسی‌های اضافی رتروفوکال که موجب شکست متوالی نور و باعث افت کیفیت تصویر است مزیت این نوع دوربین می‌باشد.

## نگارخانه

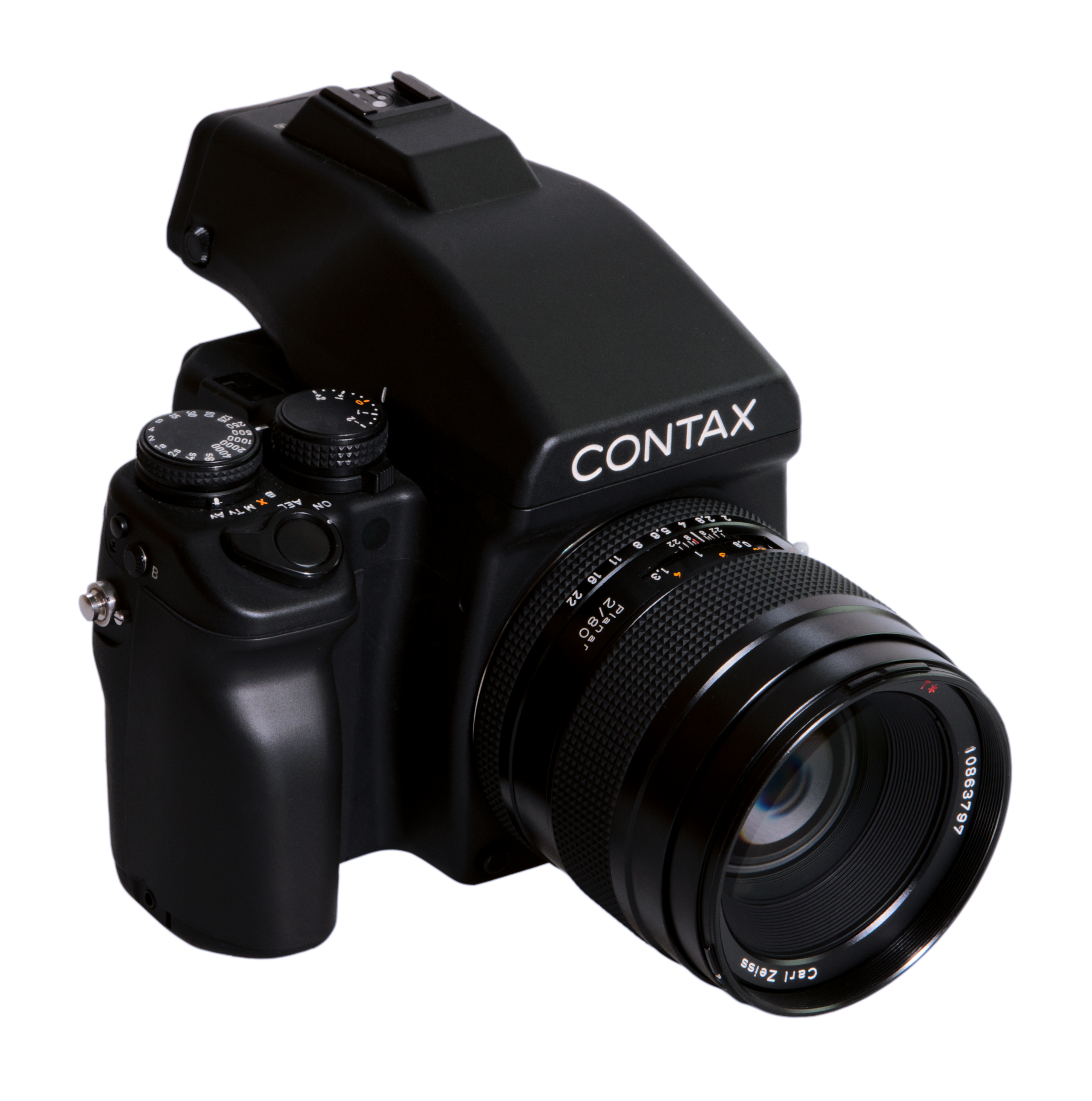
یکی از آخرین تولیدات شرکت کانتاکس - کانتاکس ۶۴۵
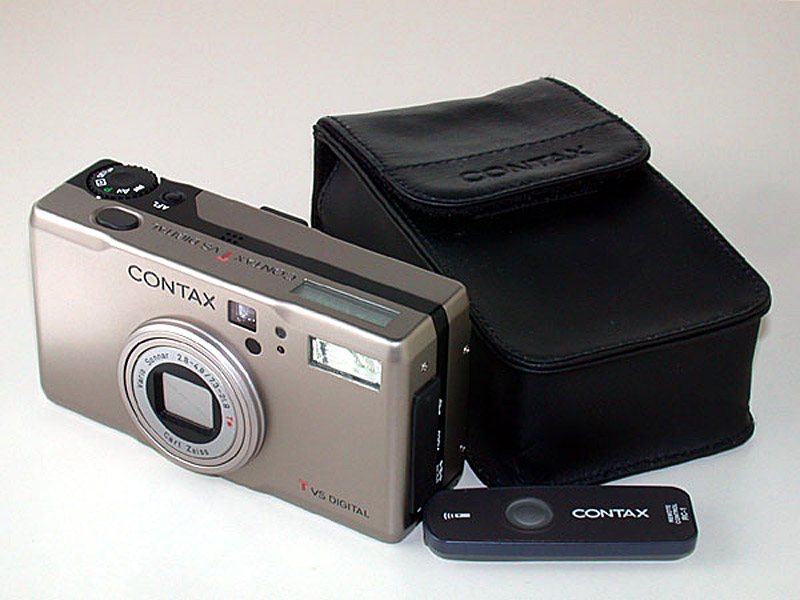
یک دوربین دیجیتال کامپکت کانتاکس
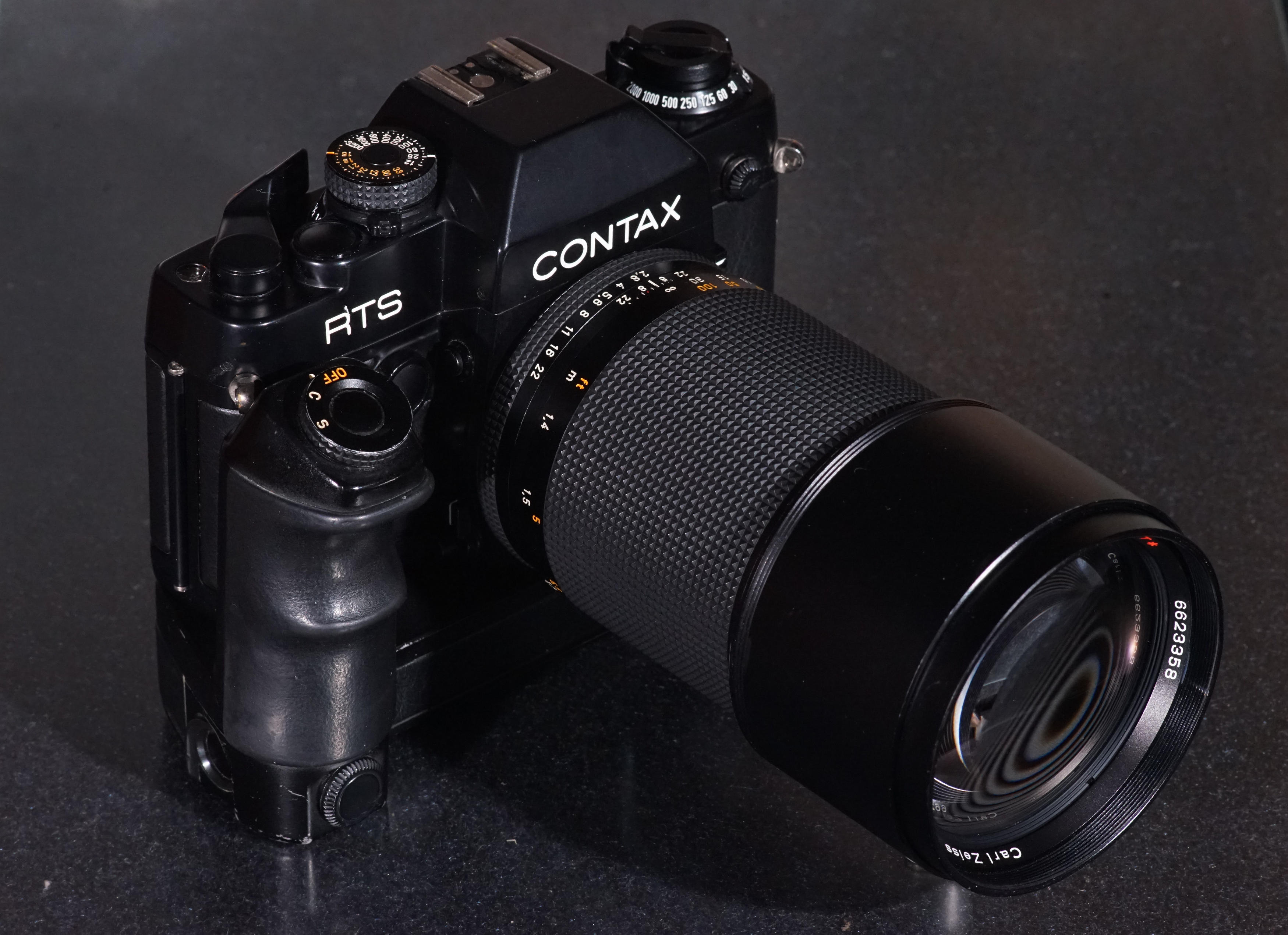
کوارتز با سونار T* f2,8 180 میلی متر
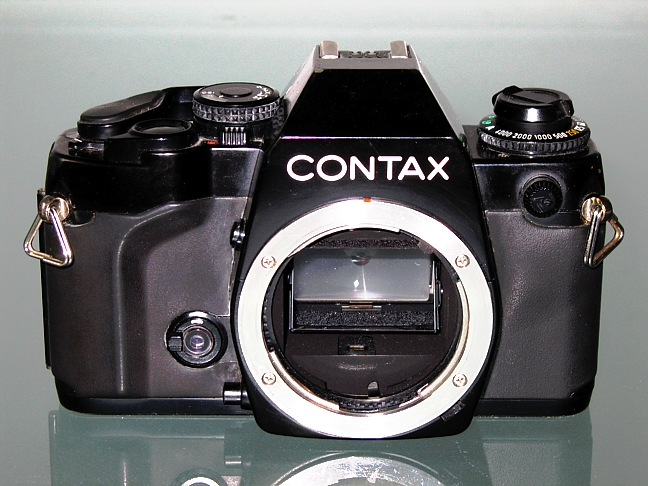
بدنه کانتاکس ۱۵۹ میلی متری
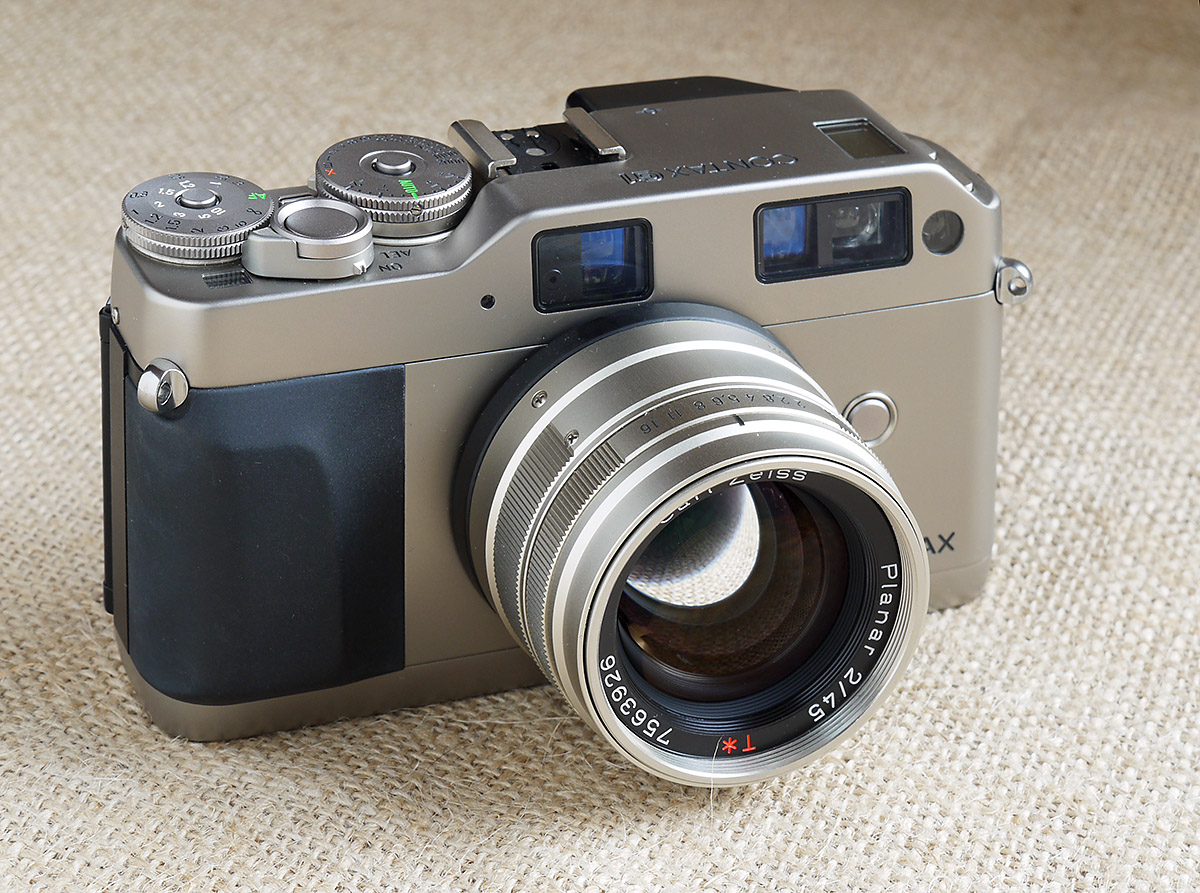
کانتاکس G1 با لنز تله دو وجهی f2 45 mm
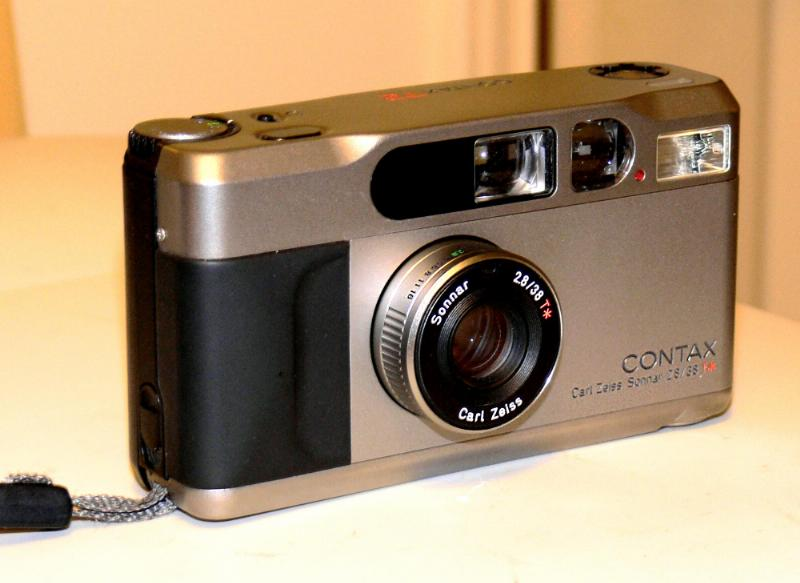
کانتاکس T2 با روکش تیتانیوم نقره‌ای